# Седамнаеста изложба УЛУС-а (1954)
Седамнаеста изложба УЛУС-а (1954) је трајала од 1. до 14. маја и од 16. до 29. маја 1954. године. Одржана је у галеријском простору Удружења ликовних уметника Србије односно у Уметничком павиљону "Цвијета Зузорић", у Београду.

## Излагачи

### Сликарство
Радови изложени од 1. до 14. маја:
1. Анте Абрамовић
2. Милета Андрејевић
3. Радомир Антић
4. Милош Бабић
5. Милорад Балаћ
6. Бојана Бекљанов
7. Боса Беложански
8. Михаил Беренђија
9. Никола Бешевић
10. Петар Бибић
11. Јован Бијелић
12. Емил Боб
13. Милан Божовић
14. Ђорђе Бошан
15. Војтех Братуша
16. Игор Васиљев
17. Милена Велимировић
18. Војин Величковић
19. Живоин Влајнић
20. Миодраг Војић
21. Лазар Вујаклија
22. Бета Вукановић
23. Бошко Вукашиновић
24. Оливера Вукашиновић
25. Живан Вулић
26. Слободан Гавриловић
27. Оливера Галовић-Протић
28. Слободан Гарић
29. Милош Гвозденовић
30. Ратимир Глигоријевић
31. Милош Голубовић
32. Никола Граовац
33. Винко Грдан
34. Ксенија Дивјак
35. Мило Димитријевић
36. Милица Динић
37. Дана Докић
38. Амалија Ђаконовић
39. Маша Живкова
40. Мате Зламалик
41. Јован Зоњић
42. Ксенија Илијевић
43. Ђорђе Илић
44. Јозо Јанда
45. Љубомир Јанковић
46. Мирјана Јанковић
47. Мара Јелесић
48. Деса Јовановић-Глишић
49. Гордана Јовановић
50. Сергије Јовановић
51. Вера Јосифовић
52. Оливера Кангрга
53. Милан Керац
54. Милан Кечић
55. Радивоје Кнежевић
56. Јарослав Кратина
57. Јован Кратохвил
58. Лиза Крижанић-Марић
59. Марко Крсмановић
60. Јован Кукић
61. Александар Кумрић
62. Мајда Курник
63. Гордана Лазић
64. Александар Лакић
65. Светолик Лукић
66. Александар Луковић

Радови изложени од 16. до 29. маја:
1. Милан Маринковић
2. Душан Миловановић
3. Милун Митровић
4. Предраг Михаиловић
5. Мирјана Михаћ
6. Светислав Младеновић
7. Живорад Настасијевић
8. Сава Николић
9. Владислав Новосел
10. Бранко Омчикус
11. Петар Омчикус
12. Анкица Опрешник
13. Лепосава Павловић
14. Споменка Павловић
15. Чедомир Павловић
16. Јефта Перић
17. Михаило Петров
18. Бошко Петровић
19. Зоран Петровић
20. Јелисавета Петровић
21. Милорад Пешић
22. Васа Поморишац
23. Зора Поповић
24. Милан Поповић
25. Божа Продановић
26. Миодраг Протић
27. Божидар Раднић
28. Иван Радовић
29. Ђура Радоњић
30. Милан Радоњић
31. Федор Соретић
32. Слободан Сотиров
33. Младен Србиновић
34. Бранко Станковић
35. Вељко Станојевић
36. Боривоје Стевановић
37. Едуард Степанчић
38. Божидар Стојановић
39. Живко Стојсављевић
40. Светислав Страла
41. Иван Табаковић
42. Ђурђе Теодоровић
43. Александар Томашевић
44. Десанка Томић
45. Стојан Трумић
46. Стојан Ћелић
47. Вера Ћирић
48. Милорад Ћирић
49. Сабахадин Хоџић
50. Антон Хутер
51. Иван Цветко
52. Љубомир Цинцар-Јанковић
53. Милан Цмелић
54. Алекса Челебоновић
55. Милан Четић
56. Ново Чогурић
57. Вера Чохаџић
58. Милена Чубраковић
59. Мирјана Шипош
60. Бранко Шотра
61. Даница Антић
62. Анте Шантић

### Вајарство
Радови изложени од 1. до 14. маја:
1. Градимир Алексић
2. Борис Анастасијевић
3. Љубица Берберски
4. Милан Бесарабић
5. Марко Брежанин
6. Надежда Возаревић
7. Војислав Вујисић
8. Ангелина Гаталица
9. Радмила Граовац
10. Лојзе Долинар
11. Стеван Дукић
12. Александар Зарин
13. Никола Јанковић
14. Олга Јеврић
15. Јелена Јовановић
16. Јован Кратохвил
17. Милован Крстић
18. Мирјана Кулунџић-Летица

Радови изложени од 16. до 29. маја:
1. Периша Милић
2. Небојша Митрић
3. Живорад Михаиловић
4. Божидар Обрадовић
5. Димитрије Парамендић
6. Славка Петровић-Средовић
7. Миша Поповић
8. Светомир Почек
9. Милица Рибникар
10. Славољуб Станковић
11. Ристо Стијовић
12. Војин Стојић
13. Радивој Суботички
14. Михаило Томић
15. Петар Убовић
16. Јелисавета Шобер